# Theodor Adrian von Renteln
Theodor Adrian von Renteln (ur. 15 września 1897, zm. 1946) – niemiecki zbrodniarz nazistowski, Główny Komisarz Rzeszy na okupowanej Litwie.

## Życiorys
Urodził się w rosyjskiej miejscowości Hodcy. W latach 1920–1924 studiował prawo i ekonomię na Uniwersytetach w Berlinie i Rostocku, ale ostatecznie zajął się dziennikarstwem. Von Renteln wstąpił do NSDAP w 1928 i w tym samym roku utworzył berliński oddział Narodowosocjalistycznej Ligi Studentów Szkół Wyższych, a następnie został przewodniczącym Ligi na całe Niemcy. W listopadzie 1931 sam Hitler powołał go także na stanowisko szefa organizacji Hitlerjugend, lecz von Renteln zrezygnował ze swoich funkcji w organizacjach młodzieżowych 16 czerwca 1932, gdy został wybrany posłem do Reichstagu. Jego następcą jako przewodniczącego Hitlerjugend został Baldur von Schirach. 29 marca 1933 został członkiem specjalnego komitetu, który promował bojkot interesów prowadzonych przez Żydów i zajmował się innymi prześladowaniami na tle rasowym. W latach 1933–1935 von Renteln zajmował stanowisko prezesa Niemieckiej Rady Przemysłu i Handlu, dając się poznać jako czołowy obrońca „klasy średniej”. Należał także do Niemieckiego Frontu Pracy (na jego czele stał Robert Ley), zostając w 1940 prezesem Sądu Najwyższego w ramach tej organizacji.
W sierpniu 1941, po zajęciu Litwy przez wojska III Rzeszy, von Renteln został mianowany Generalnym Komisarzem (Generalkommissar) Rzeszy w tym państwie. Jego głównym zadaniem było prześladowanie miejscowych Żydów, prowadzące do ich ostatecznej eksterminacji. 26 sierpnia 1941 nakazał zamknięcie getta w Kownie poprzez wybudowanie ogrodzenia z drutu kolczastego, zerwanie linii telefonicznych, likwidację służby pocztowej oraz zburzenie mostów prowadzących do getta. Wydał także inne zarządzenia prześladujące Żydów litewskich. W 1943 brał udział w likwidacji getta w Wilnie, w związku z czym ponosi on odpowiedzialność za deportację 20 tysięcy ludzi do obozów zagłady i obozów koncentracyjnych. Von Renteln także gorliwie zajmował się plądrowaniem żydowskiego mienia. Na skutek tego znalazł się na radzieckiej liście najbardziej poszukiwanych zbrodniarzy wojennych.
Po zakończeniu wojny został schwytany przez wojska alianckie i postawiony przed sądem w ZSRR. Theodor von Renteln skazany został na karę śmierci przez powieszenie i stracony w 1946.